# 丁朝

丁朝
大瞿越

丁朝の領域（Đại Việt）

丁朝（ていちょう、ディンちょう、ベトナム語：Nhà Đinh / 家丁、966年 - 980年）は、現在のベトナム北部を支配した王朝。首都は華閭（現在のニンビン省ホアルー市）。ベトナムで編纂された史書では呉朝が初の独立王朝とされているが、北ベトナムが中華王朝から真に独立したのは、丁朝の時代からだとする意見もある。

## 歴史
創始者丁部領（ディン・ボ・リン）の父丁公著（ディン・コン・チュ）は、驩州（ホアンチャウ）の刺史として呉朝に仕えたが、丁公著は丁部領が幼少の頃に没した。
呉朝末期の965年に、北ベトナムでは12人の群雄による覇権争いが起こる（十二使君の乱）と、丁部領は十二使君の一人である陳覧（チャン・ラム）と同盟を結び、陳覧より後継者の地位を約束された。十二使君の一人の呉昌熾（ゴ・スオン・シー）を降した丁部領は北ベトナムの主導権を握り、他の使君との戦いに勝利し、民衆より「万勝王（ヴァン・タイン・ヴォン）」と呼ばれた。
丁部領は大勝明王（大勝明皇帝）という王号を贈られ、国号を大瞿越（ダイコヴィェト、「偉大な越」の意）とし、丁朝を開いた。呉朝の都である大羅（ダイラ）は中国に依存する従来の支配者層が多かったため、故郷の華閭を都に定め、首都の建設と国内の再興を計画した。そして970年にベトナム最初の元号である太平が制定された。翌971年に文武僧道の階品（行政、軍事、仏僧、道士の最高位と人物の制定）の制定を実施した。ベトナム初となる国号と王号の制定、銅銭「太平興宝」の鋳造によって、丁朝は東南アジア唯一の小中華国家としての道を歩み始める。
978年に丁部領の末子である丁項郎（ディン・ハン・ラン）が皇太子となるが、丁部領と共に十二使君との戦いを勝ち抜いた丁璉（ディン・リエン）はこの決定に不満を抱き、人を遣って丁項郎を暗殺した。この事件が979年10月の内乱を引き起こし、丁部領と丁璉は祗候内人の杜釈（ドー・ティック）によって暗殺される。
丁部領の死後、その子で唯一生存していた丁璿（ディン・トアン）が6歳で即位し、軍部の有力者である黎桓（レ・ホアン）が摂政となって丁璿を後見した。宮廷で政務を執る機会が多い黎桓は皇太后の楊雲娥と親密になり、定国公阮匐ら廷臣や黎桓の政敵は挙兵するが失敗し、首謀者は処刑された。一方、宋では大瞿越の政変に乗じて軍を進めるべしという意見が容れられ、大瞿越遠征の準備が進められていた。また、南方のチャンパ王国では、チャンパに亡命していた十二使君の一人呉日慶（ゴ・ニャット・カイン）がチャンパ水軍との共同出兵を行った。チャンパの出兵は嵐に遭って失敗したが、980年6月に黎桓は腹心の范巨倆（ファム・キュウ・リュオン）を大将軍に命じて北辺の防備にあたらせ、范巨倆は出陣の前に黎桓を皇帝に擁立することを将兵に説いた。将兵たちは黎桓の即位に賛成し、丁璿の廃位・黎桓と楊雲娥の結婚をもって丁朝は滅亡し、前黎朝が成立した。
前黎朝成立後、反乱鎮圧に従軍して戦死するまでの間丁璿は故主（衛王）として中央で厚遇され、楊雲娥は黎桓の五皇后の筆頭として影響力を持った。また、キン族・ムオン族の中には丁部領の子孫を称する家系が存在する。

## 都・華閭
華閭の背後には石灰岩からなる大雲山（ダイヴァン山）があり、華閭と大雲山は煉瓦と土石の城壁によって繋げられていた。城内は皇帝が政務を執る区域と民衆の居住区に二分され、前者には宮殿以外に官吏と兵士の生活区域、一柱寺（ニャットチュ寺）と報天寺（バオティエン寺）が置かれていた。丁朝では罪人に過酷な刑が課せられており、華閭には罪人を容れるための虎が入った檻が置かれていた。

## 経済
絹織物、製糸、製紙、陶器などの伝統工芸が発展し、皇帝と官吏に必要な品を生産する国営の工場が設置された。
港湾には他国の商船が訪れ、人の往来が盛んである宋との国境地帯では物々交換が頻繁に行われた。また、地方にも経済の発展の影響が及び、交易の拠点と市が形成された。

## 軍事

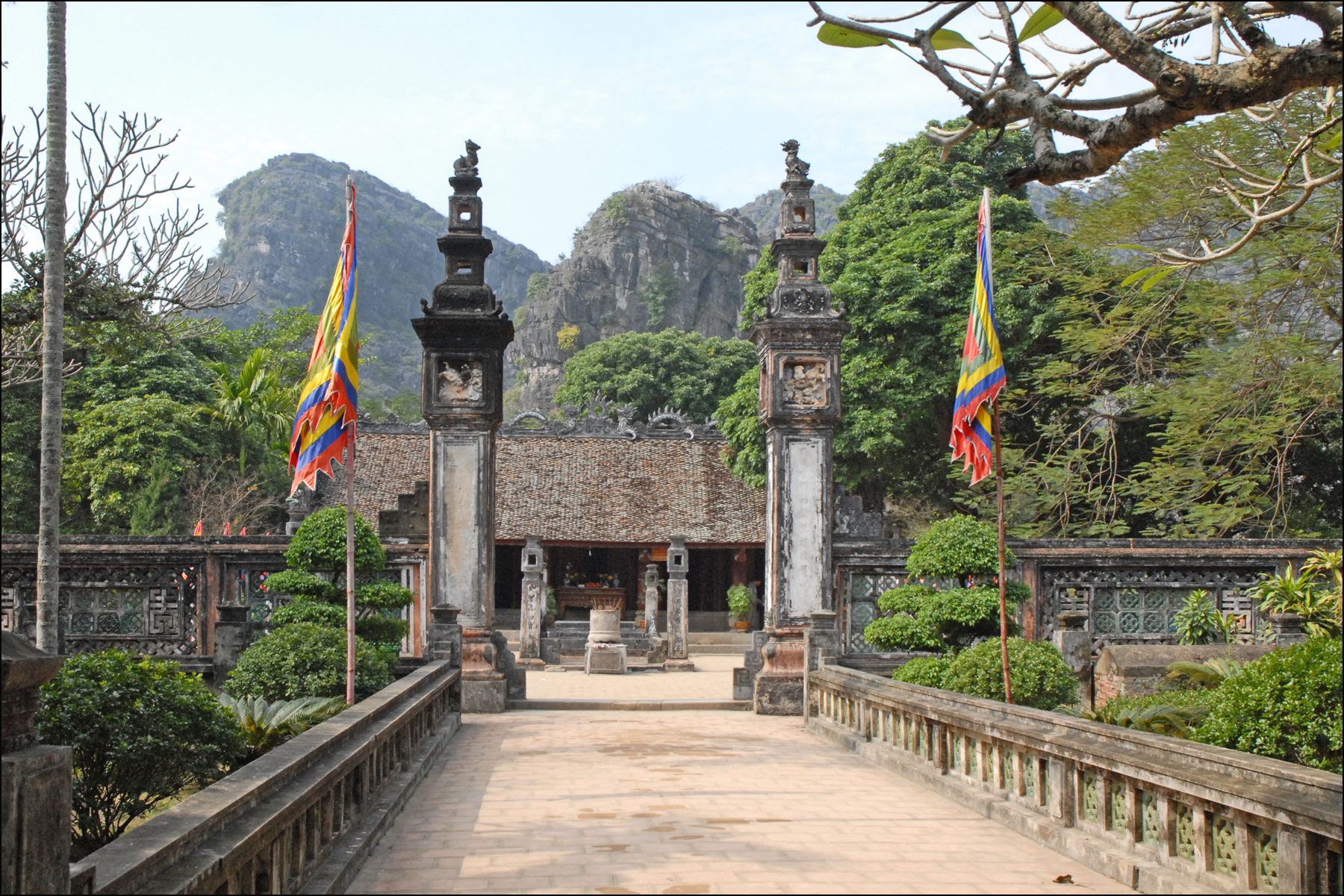
ホアルーのディン・ティエン・ホアン祠

丁朝の支配下では、国内の軍管区は10の道に分けられた。紅河デルタの農民兵からなる約100,000人の十道軍が設置され、十道軍が被る革製の四角帽子は15世紀まで北ベトナムの軍隊の装備として採用された。軍の最高司令官である十道将軍には建国の功臣の一人である黎桓が任じられ、その地位によって丁朝末期の実権を握った。
十道軍の他に、丁部領は出身地である愛州（アイチャウ）などの兵士からなる護衛隊を組織して身辺の警護にあたらせた。

## 外交
丁部領は政策の実施にあたって中華王朝に逐一報告を行い、その都度了承を得ていた。最初は十国の南漢、971年に宋が南漢を併合すると、宋に使節を送って北方の王朝と直接交流を持った。中華王朝からは節度使の地位を認められ、975年に宋から交趾郡王に封じられた。
国内および南方に対しては皇帝を称し、宋が十国を平定した973年以降、宋に対しては王を名乗り、皇帝と王を使い分けるベトナム王朝の外交方針が成立する。しかし、宋に対して臣従の意思を表明する一方で、本来は「眼」を意味する「瞿」の字をベトナム語の発音に対応する当て字として国号に用い、中国の支配から脱する意思を表した。

## 歴代皇帝
1. 先皇帝（丁部領、在位：966年 - 979年）
2. 廃帝（丁璿、在位：979年 - 980年） - 丁部領の次男

## 元号
- 太平：970年 - 980年